# تپه اطراف شهر سوخته ۱۵۳
تپه اطراف شهر سوخته شماره ۱۵۳ مربوط به هزاره سوم قبل از میلاد است و در شهرستان زابل، بخش شیب آب، دهستان لوتک، روستای حومه شهر سوخته، ۱ کیلومتری جنوب پایگاه باستان‌شناسی شهر سوخته واقع شده و این اثر در تاریخ ۶ اسفند ۱۳۸۵ با شمارهٔ ثبت ۱۷۵۹۰ به‌عنوان یکی از آثار ملی ایران به ثبت رسیده است.